# 波赫扬马

波赫扬马历史省份的徽章

波赫扬马（芬蘭語：Pohjanmaa）是芬兰的一个历史省份，涵盖现代芬兰（历史上为瑞典的东半部）的西部和北部的大范围地区。它在南边与卡累利阿、萨沃、海梅及萨塔昆塔交界，在西边与塞尔凯海、佩赖海及瑞典的西博滕接壤，北接拉普兰，东靠俄罗斯。

## 辞源及其他中文名称

波赫扬马历史省份在芬兰的位置（蓝色部分）

芬兰语原名中可以指“北方”或“底部”，的意思为土地。的双重意思有两种可能的解释。第一种是基于古代斯堪的纳维亚人的信仰，认为北方是世界的底部，太阳每晚落向北方。第二种解释认为房子的背部朝向阴冷的北方，而这就产生了北方是底部的联想。
瑞典语原名的直译是“东边的底部”。单词起源于古諾斯語的，意为“海湾”。按照瑞典语原名翻译中文为东博滕，在上下文无歧义时称为博滕。隔海对岸的地区早先为西博滕（Västerbotten），后来又分开为西博滕和北博滕。
而瑞典语原名经过拉丁化后在英语里称为，于是中文文献里也有“奥斯特罗波的尼亚”的译名。

## 现今范围
波赫扬马的范围包括现今的几个行政区：波赫扬马区、南波赫扬马区、中波赫扬马区、北波赫扬马区和凱努區，以及拉普蘭區的南部区域。